# Child Machine
Child Machine (Ests: Lapsmasin ) is een Estse sciencefiction-familiefilm uit 2023. De film ging in première op het Internationaal filmfestival van Tallinn en won de prijs voor beste Estse genrefilm op het Haapsalu Horror & Fantasy Film Festival. De film maakte gebruik van kunstmatige intelligentie voor de visuele effecten.

## Plot
Een 9-jarig meisje, op vakantie met haar ouders in een afgelegen moeras, raakt opgesloten in een geheime bunker waar een startup bezig is met het voltooien van superintelligente AI. Zowel het meisje als de AI willen ontsnappen.